# ГЕС Нам-У 5
ГЕС Нам-У 5 – гідроелектростанція у північному-західній частині Лаосу. Знаходячись між ГЕС Нам-У 6 (вище по течії) та ГЕС Нам-У 4, входить до складу каскаду на річці Нам-У, великій лівій притоці Меконгу (впадає до Південно-Китайського моря на узбережжі В'єтнаму). 
В межах проекту річку перекрили бетонною гравітаційною греблею висотою 74 метри, яка утримує третє за розміром водосховище каскаду. Воно витягнулось по долині річки на 53 км, має площу поверхні 17,2 км2, об'єм 335 млн м3 (корисний об'єм 142 млн м3) та припустиме коливання рівня в операційному режимі між позначками 430 та 441 метр НРМ. 
Основне обладнання станції становлять три турбіни типу Френсіс потужністю по 83 МВт, які при напорі у 49 метрів забезпечують виробництво 1 млрд кВт-год електроенергії на рік.
Проект реалізувало спільне підприємство китайської Synohydro (85%) та місцевої державної Electricite Du Laos (15%). За умовами угоди, після 29 років експлуатації китайський інвестор передасть об'єкт у повну власність Лаосу.